# Campeonato Sul-Americano de Atletismo de 1997
O Campeonato Sul-Americano de Atletismo de 1997 foi a 39ª edição do evento, organizado pela CONSUDATLE na cidade de Mar del Plata, na Argentina. A competição contou com 43 provas, tendo como destaque o Brasil com 46 medalhas no total. 

## Medalhistas

### Masculino
| Evento                      | Ouro                           | Ouro       | Prata                           | Prata      | Bronze                          | Bronze     |
| --------------------------- | ------------------------------ | ---------- | ------------------------------- | ---------- | ------------------------------- | ---------- |
| 100 metros                  | Sebastián Keitel · Chile       | 10.30      | André da Silva · Brasil         | 10.32      | Carlos Gats · Argentina         | 10.46      |
| 200 metros                  | Claudinei da Silva · Brasil    | 21.06      | Sebastián Keitel · Chile        | 21.13      | Sidnei Telles de Souza · Brasil | 21.32      |
| 400 metros                  | Sanderlei Parrela · Brasil     | 46.17      | Carlos Zbinden · Chile          | 47.33      | Gustavo Aguirre · Argentina     | 47.52      |
| 800 metros                  | Valdinei da Silva · Brasil     | 1:46.89    | Flavio Godoy · Brasil           | 1:48.50    | Manuel Balmaceda · Chile        | 1:51.58    |
| 1 500 metros                | Edgar de Oliveira · Brasil     | 3:47.76    | José Valente · Brasil           | 3:50.64    | Pablo Ramírez · Equador         | 3:51.85    |
| 5 000 metros                | Eduardo Carrasco · Chile       | 14:08.48   | Néstor García · Uruguai         | 14:15.56   | Pedro Rojas · Colômbia          | 14:17.48   |
| 10 000 metros               | Eduardo Carrasco · Chile       | 29:07.77   | Emerson Iser Bem · Brasil       | 29:10.67   | Pedro Rojas · Colômbia          | 29:11.74   |
| 20 km marcha atlética       | Héctor Moreno · Colômbia       | 1:23:06.73 | Sérgio Galdino · Brasil         | 1:23:28.06 | Cláudio Bertolino · Brasil      | 1:28:02.74 |
| 110 metros barreiras        | Emerson Perín · Brasil         | 14.21w     | José Humberto Rivas · Colômbia  | 14.29w     | Oscar Ratto · Argentina         | 14.64w     |
| 400 metros barreiras        | Eronilde de Araújo · Brasil    | 49.35      | Cleverson da Silva · Brasil     | 49.85      | Carlos Zbinden · Chile          | 50.11      |
| 3.000 metros com obstáculos | Wander Moura · Brasil          | 8:35.40    | Pablo Ramírez · Equador         | 8:48.50    | Julián Peralta · Argentina      | 8:54.64    |
| 4×100 metros estafetas      | Brasil                         | 40.07      | Chile                           | 40.08      | Argentina                       | 40.11      |
| 4×400 metros estafetas      | Brasil                         | 3:04.20    | Chile                           | 3:07.98    | Colômbia                        | 3:09.10    |
| Salto em altura             | Gilmar Mayo · Colômbia         | 2.26       | Fabrício Romero · Brasil        | 2.15       | Wagner Príncipe · Brasil        | 2.15       |
| Salto à vara                | Oscar Veit · Argentina         | 4.85       | Fernando Pastoriza · Argentina  | 4.80       | Sebastián Ortiz · Uruguai       | 4.70       |
| Salto em comprimento        | Nelson Ferreira · Brasil       | 7.84       | Márcio da Cruz · Brasil         | 7.59       | Yesid Cossio · Colômbia         | 7.32       |
| Salto triplo                | Anísio Silva · Brasil          | 16.24      | Márcio Cardoso · Brasil         | 15.89      | Alejandro Gats · Argentina      | 14.99      |
| Arremesso de peso           | Édson Miguel · Brasil          | 17.44      | Marco Antonio Verni · Chile     | 16.82      | Andrés Solo de Zaldívar · Chile | 15.74      |
| Lançamento de disco         | Ramón Jiménez Gaona · Paraguai | 57.32      | Marcelo Pugliese · Argentina    | 54.18      | Julio Piñero · Argentina        | 53.00      |
| Lançamento do martelo       | Juan Cerra · Argentina         | 68.92      | Adrián Marzo · Argentina        | 66.36      | Eduardo Acuña · Peru            | 59.72      |
| Lançamento do dardo         | Nery Kennedy · Paraguai        | 75.08      | Luiz Fernando da Silva · Brasil | 74.88      | Luis Lucumí · Colômbia          | 74.00      |
| Decatlo                     | Alejandro Acosta · Argentina   | 6546       | Santiago Lorenzo · Argentina    | 6495       | Alexis Recioy · Uruguai         | 6433       |

### Feminino
| Evento                   | Ouro                                | Ouro       | Prata                                                   | Prata    | Bronze                          | Bronze   |
| ------------------------ | ----------------------------------- | ---------- | ------------------------------------------------------- | -------- | ------------------------------- | -------- |
| 100 metros               | Lucimar de Moura · Brasil           | 11.47w     | Felipa Palacios · Colômbia                              | 11.48w   | Zandra Borrero · Colômbia       | 11.75w   |
| 200 metros               | Felipa Palacios · Colômbia          | 23.20      | Lucimar de Moura · Brasil                               | 23.51    | Olga Conte · Argentina          | 23.90    |
| 400 metros               | Olga Conte · Argentina              | 53.41      | Maria Figueirêdo · Brasil                               | 53.49    | Norfalia Carabalí · Colômbia    | 54.47    |
| 800 metros               | Luciana Mendes · Brasil             | 2:03.56    | Mercy Colorado · Equador                                | 2:06.90  | Fátima dos Santos · Brasil      | 2:09.08  |
| 1 500 metros             | Janeth Caizalitín · Equador         | 4:33.65    | Niusha Mancilla · Bolívia                               | 4:34.90  | Célia dos Santos · Brasil       | 4:35.29  |
| 5 000 metros             | Stella Castro · Colômbia            | 15:48.82 , | Erika Olivera · Chile                                   | 15:52.27 | Elisa Cobanea · Argentina       | 16:05.51 |
| 10 000 metros            | Stella Castro · Colômbia            | 33:24.07   | Erika Olivera · Chile                                   | 33:56.98 | Mónica Cervera · Argentina      | 36:39.25 |
| 10 km marcha atlética    | Geovana Irusta · Bolívia            | 46:01.1    | Miriam Ramón · Equador                                  | 46:50.6  | Bertha Vera · Equador           | 47:15.9  |
| 100 metros com barreiras | Verónica Depaoli · Argentina        | 13.41w     | Maurren Maggi · Brasil                                  | 13.65w   | Vânia da Silva · Brasil         | 13.95w   |
| 400 metros com barreiras | Verónica Depaoli · Argentina        | 59.05      | Maria dos Santos · Brasil                               | 59.62    | Marise da Silva · Brasil        | 60.00    |
| 4×100 metros estafetas   | Colômbia                            | 44.58      | Brasil                                                  | 45.21    | Argentina                       | 46.18    |
| 4×400 metros estafetas   | Colômbia                            | 3:36.71    | Brasil                                                  | 3:38.18  | Argentina                       | 3:40.72  |
| Salto em altura          | Solange Witteveen · Argentina       | 1.89 =     | Delfina Blaquier · Argentina Orlane dos Santos · Brasil | 1.83     |                                 |          |
| Salto à vara             | Déborah Gyurcsek · Uruguai          | 3.85       | Alejandra García · Argentina                            | 3.50     | Mariela Laurora · Argentina     | 3.45     |
| Salto em comprimento     | Maurren Maggi · Brasil              | 6.54       | Andrea Ávila · Argentina                                | 6.26w    | Mónica Falcioni · Uruguai       | 6.25w    |
| Salto triplo             | Andrea Ávila · Argentina            | 13.76      | Maria de Souza · Brasil                                 | 13.72    | Luciana dos Santos · Brasil     | 13.30    |
| Arremesso de peso        | Elisângela Adriano · Brasil         | 18.16      | Alexandra Amaro · Brasil                                | 16.34    | Silvana Filippi · Argentina     | 13.81    |
| Lançamento de disco      | Elisângela Adriano · Brasil         | 58.46      | Liliana Martinelli · Argentina                          | 52.26    | María Eugenia Giggi · Argentina | 45.80    |
| Lançamento do martelo    | María Eugenia Villamizar · Colômbia | 55.48      | Karina Moya · Argentina                                 | 54.30    | Zulma Lambert · Argentina       | 50.64    |
| Lançamento do dardo      | Zuleima Araméndiz · Colômbia        | 56.66      | Sabina Moya · Colômbia                                  | 55.30    | Mariela Arch · Argentina        | 54.08    |
| Heptatlo                 | Euzinete dos Reis · Brasil          | 5549       | Zorobabelia Córdoba · Colômbia                          | 5428     | Joelma Souza · Brasil           | 4380     |

## Quadro de medalhas
| Ordem | País      | Medalha de ouro | Medalha de prata | Medalha de bronze | Total |
| ----- | --------- | --------------- | ---------------- | ----------------- | ----- |
| 1     | Brasil    | 18              | 19               | 9                 | 46    |
| 2     | Colômbia  | 9               | 4                | 7                 | 20    |
| 3     | Argentina | 8               | 9                | 17                | 34    |
| 4     | Chile     | 3               | 7                | 3                 | 13    |
| 5     | Paraguai  | 2               | 0                | 0                 | 2     |
| 6     | Equador   | 1               | 3                | 2                 | 6     |
| 7     | Uruguai   | 1               | 1                | 3                 | 5     |
| 8     | Bolívia   | 1               | 1                | 0                 | 2     |
| 9     | Peru      | 0               | 0                | 1                 | 1     |

Legenda
| Recorde mundial       | Recorde mundial (World record)               |                       | Recorde africano                      | Recorde africano (African) |                                           | Q | Classificado por posição (Qualified) |
| Recorde do campeonato | Recorde do campeonato (Championship record)  | Recorde da América    | Recorde da América (Americas)         | q                          | Classificado por melhor tempo (Qualified) |   |                                      |
| Melhor marca do ano   | Melhor marca do ano (World leading)          | Recorde asiático      | Recorde asiático (Asian)              | DNS                        | Não largou (Did not start)                |   |                                      |
| Recorde nacional      | Recorde nacional (National record)           | Recorde europeu       | Recorde europeu (European)            | DNF                        | Não terminou (Did not finish)             |   |                                      |
| Recorde pessoal       | Recorde pessoal do atleta (Personal best)    | Recorde da Oceania    | Recorde da Oceania (Oceania)          | DSQ / DQ                   | Desclassificado (Disqualified)            |   |                                      |
| Recorde da temporada  | Recorde da temporada do atleta (Season best) | Recorde sul-americano | Recorde sul-americano (South America) | NM                         | Sem marca (No mark)                       |   |                                      |